# Pseudasthenes steinbachi
Pseudasthenes steinbachi là một loài chim trong họ Furnariidae.
Đây là loài đặc hữu của miền tây Argentina. Môi trường sống tự nhiên của nó là các thung lũng dốc đứng trong vùng cây bụi cao cận nhiệt đới từ độ cao 650–3.000 m trên mực nước biển.